# Historia de la red vial argentina
Desde la época colonial existió una red de caminos en lo que actualmente es la Argentina, siendo los más importantes el Camino Real del Oeste (también llamado "Camino Real hacia el Oeste" o "De los Correos"), de Buenos Aires a Santiago de Chile, pasando por las ciudades de San Luis y Mendoza; y el Camino Real al Alto Perú, de Buenos Aires a Potosí, pasando por Córdoba, San Miguel de Tucumán y Salta, entre otras ciudades importantes.
Estos caminos tenían postas cada 50-100 km para que los caballos pudieran descansar. En caso de lluvias se volvían intransitables. En el siglo XVII un viaje desde Mendoza a Santiago demandaba ocho días promedio, a Córdoba 20 días y a Buenos Aires, 45.
A mediados del siglo XIX apareció el ferrocarril en el país y para fin de siglo las principales ciudades estaban conectadas mediante un abanico de rieles a partir de la Capital Federal, con lo que los tiempos para trasladar pasajeros y mercancías por la Argentina disminuyeron considerablemente. De esta manera se dejaron de utilizar los caminos que existían anteriormente.
Entre los años 1858 y 1903 se destinó el equivalente a 160.000 pesos moneda nacional anuales a la vialidad argentina. Esta suma se destinó principalmente a la construcción de puentes.
El 30 de septiembre de 1907 el Congreso Nacional aprobó la Ley 5.315 así en uno de sus artículos indicaba que el 3% del producto líquido de los ramales ferroviarios se debía destinar a la construcción de caminos, para el uso de los automotores que aparecían en esa época en el país. 
En 1932 se sancionó la Ley 11.658, por la cual se creaba un Sistema Troncal de Caminos Nacionales, la Dirección Nacional de Vialidad que debía construir y mantener los caminos nacionales y un fondo específico (un monto fijo sobre el precio del combustible) para el mantenimiento de este organismo. En los años subsiguientes, a partir de un consumo anual de alrededor de mil millones de litros por año de combustible, la nueva repartición pública podía disponer de 40 millones de pesos.

La política vial especialmente entre 1946 y 1955, se caracterizó por una fuerte intervención estatal en la infraestructura y el transporte, incluyendo la nacionalización de ferrocarriles, la creación de Aerolíneas Argentinas, y la construcción de rutas y caminos. Se buscó fortalecer la industria nacional, la seguridad y promover la movilidad a través de diversas acciones, como el cambio obligatorio al sentido de circulación por la derecha y la expansión de la red vial. 
El trazado de esta red se realizó con ayuda de los gobiernos de las diferentes provincias y gobernaciones, junto con otros interesados: ferrocarriles, puertos, ministerios de agricultura, guerra, marina, etc. Este esquema de numeración de rutas se modificó parcialmente en 1943.
Una vez asegurados los fondos, el organismo público se abocó a trazar el mapa de la red nacional de carreteras, compuesta por la red troncal de caminos en las diferentes provincias, y la totalidad de los caminos en las gobernaciones, ya que estos territorios eran controlados directamente por el Gobierno Nacional. Para diferenciar las rutas troncales de las secundarias en las diferentes gobernaciones se acuñó la expresión ruta complementaria.
El trazado de esta red se realizó con ayuda de los gobiernos de las diferentes provincias y gobernaciones, junto con otros interesados: ferrocarriles, puertos, ministerios de agricultura, guerra, marina, etcétera.
A diciembre de 2012, la red nacional de caminos tenía una extensión de 39.518 kilómetros, de los cuales 35.214 km se encuentran pavimentados. De esos, 32.977 km son de calzada simple, 1.378 de autovía y 859 de autopista. Además, la red posee 3.228 km de ripio y 1.076 km de tierra.

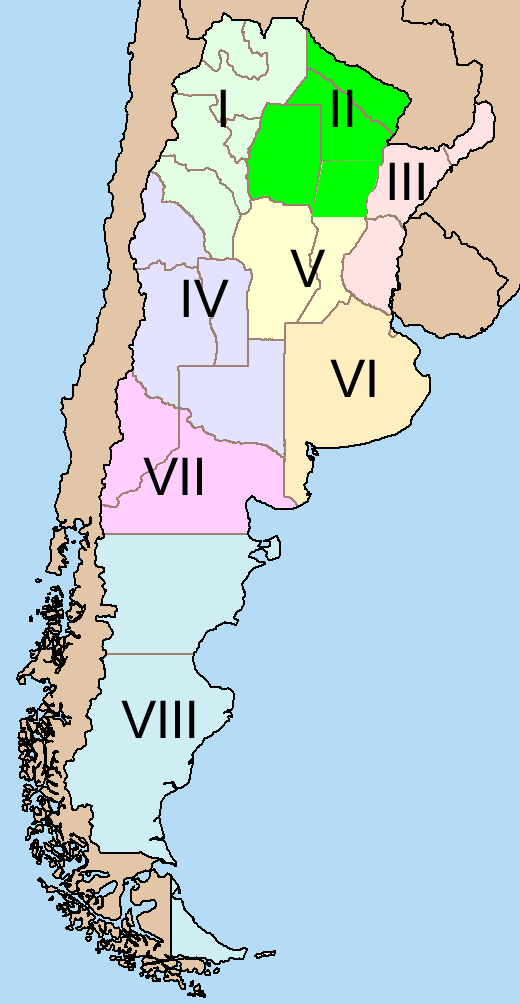
Regiones para la numeración de rutas nacionales.

## Numeración de Rutas Nacionales
En 3 de septiembre de 1935 el directorio del nuevo organismo público aprobó su esquema de numeración de rutas nacionales.
- Tomando como centro la Capital Federal, se adoptará el sistema radial para la asignación de los 14 primeros números girando en el sentido de las agujas del reloj y dando el número 1 al camino que une la Capital de la República (Buenos Aires) con la Capital de la Provincia de Buenos Aires (La Plata).

- A partir del número 15 y hasta el 31 se numerarán los grandes itinerarios que corran de este a oeste, comenzando por el más septentrional de ellos.

- A partir del número 32 y hasta el 40 se numerarán los grandes itinerarios que corran de norte a sur, comenzando por el más oriental de ellos.

- A partir del 41 y hasta el 50 se dejarán para futuras ampliaciones.

- Se emplearán los números 51 hasta el 300 para los restantes caminos de la Red Nacional procediendo de la siguiente forma:

| Región      | Provincias                                          | Numeración | Cant. nº empleados |
| ----------- | --------------------------------------------------- | ---------- | ------------------ |
| Región I    | Jujuy Salta Tucumán Catamarca La Rioja              | 51 a 80    | 16                 |
| Región II   | Formosa Chaco Santiago del Estero norte de Santa Fe | 81 a 100   | 11                 |
| Región III  | Misiones Corrientes Entre Ríos                      | 101 a 140  | 22                 |
| Región IV   | San Juan Mendoza San Luis La Pampa                  | 141 a 155  | 6                  |
| Región V    | Córdoba centro - sur de Santa Fe                    | 156 a 185  | 16                 |
| Región VI   | Buenos Aires                                        | 186 a 230  | 13                 |
| Región VII  | Neuquén Río Negro                                   | 231 a 255  | 11                 |
| Región VIII | Chubut Santa Cruz Tierra del Fuego AIAS             | 256 a 300  | 24                 |

De esta manera se definieron 119 rutas regionales, dejando 131 números más para futuras expansiones de la red de rutas nacionales.
Se puede observar el recorrido de estas rutas en Anexo:Primeras rutas nacionales argentinas. Esta numeración se modificó parcialmente en 1943. A las rutas complementarias se le asignaron letras.
La política caminera de esta época se basaba en las siguientes expresiones del primer administrador de la Dirección Nacional de Vialidad:

De los 50.000 km de la red nacional solamente 1730 km tienen más de 300 vehículos por día y sólo se justifica la adopción de pavimentos de alto costo en una parte de esos caminos principales. Hay 14.000 km con un tránsito de 50 a 300 vehículos por día y en ellos debe emplearse, en forma casi exclusiva, pavimentos de bajo costo. El resto de la red debe ser por ahora de tierra natural, con buenas obras de drenaje y emparejamiento.
Justiniano Allende Posse, Memoria 1936 de la DNV

Evolución de las rutas nacionales por tipo de calzada.

En el gráfico de la derecha se puede observar la evolución de las rutas nacionales en kilómetros de extensión según el tipo de calzada: pavimento, ripio o tierra. La mayor parte de las rutas construidas inicialmente por la Dirección Nacional de Vialidad fueron transferidas a las provincias. A fines de la década de 1950 las nuevas provincias de la región patagónica recibieron la mayoría de los caminos que cruzaban sus territorios, que anteriormente eran de jurisdicción nacional.

## Desarrollo de vías rápidas
Las primeras autopistas se construyeron en la década de 1940: la Avenida General Paz y la Autopista Riccheri. En 1979 existían las siguientes autopistas:
- Autopista 001: actual Ruta Nacional 9 desde Avenida General Paz hasta el empalme con actual Ruta Nacional 8 (20,64 km)
- Autopista 002: acceso a Tigre (8,33 km)
- Autopista 003: actual Ruta Nacional 9 desde el empalme con la Ruta Nacional 8 hasta el empalme con la antigua Ruta Nacional 9 en Garín (8,03 km)
- Autopista 004: actual Ruta Nacional 8 desde el empalme con la Ruta Nacional 9 hasta el empalme con la antigua Ruta Nacional 8 en Pilar (24,37 km)
- Autopista 007: Acceso Oeste (26,90 km)
- Autopista 008: Autopista Ricchieri (desde Avenida General Paz a aeropuerto de Ezeiza) (15,60 km)
- Autopista 009: Avenida General Paz (desde Avenida Lugones a Puente de la Noria) (24,18 km)
- Autopista 014: Circunvalación de Santa Fe (4,57 km)
- Autopista 015: Circunvalación de Rosario (25,53 km)
- Autopista 029: Autopista Rosario - Santa Fe (156,39 km)
- Ruta Nacional 9: Autopista Garín - Campana y San Nicolás - Rosario (51,86 km)

En 1990 se concesionaron los accesos a Buenos Aires y Córdoba y los corredores viales con mayor caudal de tránsito. El dinero para que los concesionarios puedan realizar obras de mantenimiento y mejoras proviene de peajes que cobran a los conductores de los vehículos que circulan por las rutas. Desde el 25 de enero de 2001 el organismo encargado del control de los concesionarios es el Órgano de Control de Concesiones Viales (OCCOVI). Previamente el Órgano de Control de las Concesiones de la Red de Accesos a la Ciudad de Buenos Aires (OCRABA) y la Dirección Nacional de Vialidad (DNV) se encargaban de estas tareas. En diciembre de 2004 se ampliaron las facultades del OCCOVI para realizar obras en las rutas concesionadas.